# Jeanette Winterson
Jeanette Winterson, CBE (Manchester, 1959. augusztus 27. –) angol író.
Első könyve, az Oranges Are Not the Only Fruit félig önéletrajzi regény volt egy angol pünkösdi közösségben felnövő leszbikusról. Más regényei a nemi polaritásokat és a szexuális identitást, később pedig az ember és a technológia viszonyát vizsgálják. Műsorvezetőként és kreatív írás tanárként tevékenykedik. Elnyerte a Whitbread-díjat első regényéért, a BAFTA-díjat a legjobb drámáért, a John Llewellyn Rhys-díjat, az E. M. Forster-díjat és a St. Louis Irodalmi Díjat, valamint kétszer a Lambda Irodalmi Díjat. Irodalmi munkásságáért megkapta a Brit Birodalom Rendjének tisztje (OBE) és a Brit Birodalom Rendjének parancsnoka (CBE) kitüntetést, valamint a Royal Society of Literature tagja. Regényeit közel 20 nyelvre fordították le.

## Fiatalkora és iskolái
Manchesterben született, és 1960. január 21-én fogadta örökbe Constance és John William Winterson. A lancashire-i Accringtonban nőtt fel, és az Elim Pünkösdi Egyházban nevelkedett. Pünkösdi keresztény misszionáriusnak nevelték, és már hatéves korában elkezdett evangelizálni és prédikációkat írni.
16 éves korára Winterson leszbikusnak vallotta magát, és elhagyta otthonát. Nem sokkal később az Accrington and Rossendale College-ba járt, és különböző alkalmi munkákból tartotta fenn magát, miközben az oxfordi St. Catherine's College-ban tanult angolt (1978-1981).

## Pályája
Miután Londonba költözött, különböző színházi munkákat vállalt, többek között a Roundhouse-ban, és megírta debütáló regényét, az Oranges Are Not the Only Fruit-ot, amely egy félig önéletrajzi ihletésű történet egy érzékeny tinédzserlányról, aki lázad a konvenciók ellen. Winterson többek között szerkesztőségi asszisztensi állásra jelentkezett a Pandora Pressnél, egy 1983-ban Philippa Brewster által újonnan alapított feminista kiadónál. 1985-ben Brewster kiadta az Oranges Are Not the Only Fruit című könyvet, amely elnyerte a Whitbread Prize for a First Novel díjat. Winterson 1990-ben televíziós adaptációban adta elő. The Passion című regénye a napóleoni Európában játszódik.
Későbbi regényei a testiség és a képzelet határait, a nemi polaritásokat és a szexuális identitásokat vizsgálják, és számos irodalmi díjat nyertek. The PowerBook című művének színpadi adaptációját 2002-ben mutatták be a londoni Royal National Theatre-ben. Vásárolt egy elhagyatott sorházat is a kelet-londoni Spitalfieldsben, amelyet alkalmi lakássá alakított át, a földszinten pedig Verde's néven bioélelmiszereket árusító üzletet nyitott. 2017 januárjában az üzlet bezárásáról beszélt, amikor az adóköteles érték és így az iparűzési adó megugrása azzal fenyegetett, hogy az üzlet tarthatatlanná válik.
2009-ben Winterson a „Dog Days” című novelláját az Oxfam Ox-Tales projektjének adományozta, amely 38 szerző négy brit novellagyűjteményét tartalmazza. Története a Fire című gyűjteményben jelent meg. Támogatta a londoni Shepherd's Bush Színház újraindítását is. Írt és előadott egy művet a Sixty Six Books projekthez, amely a King James Biblia egy-egy fejezetén alapul, más regényírókkal és költőkkel, köztük Paul Muldoonnal, Carol Ann Duffyval, Anne Michaelsszel és Catherine Tate-tel együtt.
Winterson 2012-es regénye, a The Daylight Gate, amely az 1612-es pendle-i boszorkánypereken alapul, azok 400. évfordulóján jelent meg. Főszereplője, Alice Nutter, az azonos nevű, valós életben élt nőn alapul. A The Guardian munkatársa, Sarah Hall így jellemzi a művet:
„az elbeszélői hang cáfolhatatlan; ez egy régimódi történetmesélés, prédikáló hangnemmel, amely parancsol és megrémít. Olyan is, mint a bírósági tudósítás, az eskü alatt tett tanúvallomás. A mondatok rövidek, igazmondóak – és rettentő..... Az abszolutizmus Winterson erőssége, és ez a tökéletes mód arra, hogy igazolja a természetfeletti eseményeket, amikor azok bekövetkeznek. Nem kérik, hogy higgyünk a varázslatban. A mágia létezik. Egy levágott fej beszél. Egy ember átváltozik nyúllá. A történet olyan feszesre van feszítve, mint egy fogas, így az olvasó hitetlensége inkább megszakad, mint felfüggesztésre kerül. És ha mégis marad kétség, a szöveg érzékisége meggyőzi.”
2012-ben Winterson követte Colm Tóibínt a kreatív írás professzoraként a Manchesteri Egyetemen.
2019-es regénye, a Frankissstein: A Love Story a Booker-díj hosszú listáján szerepelt.
2023 októberében Jonathan Cape kiadta a Night Side of the River-t. Suzi Feay, a Literary Review írója a következőket mondta: „Ezekben az élvezetes mesékben Winterson ügyesen szolgálta a műfajt, miközben felvázolt néhány nyugtalanító jövőbeli irányt is, amelyet a szellemtörténet elvehet.”

## Díjai és elismerései
- 1985: Whitbread-díj az első regényért: Oranges Are Not the Only Fruit
- 1987: John Llewellyn Rhys-díj a The Passion-ért
- 1989: E. M. Forster-díj a Sexing the Cherry-ért[34]
- 1992: BAFTA-díj a legjobb drámának az Oranges Are Not the Only Fruit TV sorozathoz[35]
- 1994: Lambda Irodalmi Díj a leszbikus fikcióért, a Written on the Body-ért
- 2006: A Brit Birodalom Rendjének (OBE) tisztje a 2006-os újévi kitüntetésen, az irodalomért végzett szolgálatokért[36]
- 2013: Lambda irodalmi díj nyertese a leszbikus emlékiratokért vagy életrajzáért, Why Be Happy When You Could Be Normal?[37]
- 2014: St. Louis Irodalmi Díj[38][39]
- 2016: Beválasztották a BBC 100 nője közé.[40]
- 2016: a Royal Society of Literature tagjává választották[41]
- 2018: 42. Richard Dimbleby előadást tartott a nők választójogának 100. évfordulója alkalmából az Egyesült Királyságban[42]
- 2018: A Brit Birodalom Rendjének (CBE) parancsnoka a 2018-as születésnapi kitüntetésben, az irodalomért végzett szolgálatokért[43]
- 2019: Hosszúlistán a Booker-díjra a Frankissstein: A Love Story-ért[44]

## Magánélete
Winterson 16 éves korában vallotta be, hogy leszbikus. 1987-es The Passion című regényét Pat Kavanagh-val, irodalmi ügynökével való kapcsolata ihlette. 1990 és 2002 között Winterson kapcsolatban állt a BBC rádióadójával és Peggy Reynolds akadémikussal. Miután ez véget ért, Winterson kapcsolatba került Deborah Warner színházi rendezővel. 2015-ben házasodott Susie Orbach pszichoterapeutával, a Fat is a Feminist Issue szerzőjével. A pár 2019-ben vált el.

## Könyvei
- Oranges Are Not the Only Fruit (1985)
- Boating for Beginners (1985)
- Fit for the Future: The Guide for Women Who Want to Live Well (1986)
- The Passion (1987)
- Sexing the Cherry (1989)
- Oranges Are Not The Only Fruit: the script (1990)
- Written on the Body (1992)
- Art & Lies: A Piece for Three Voices and a Bawd (1994)
- Great Moments in Aviation: the script (1995)
- Art Objects: Essays in Ecstasy and Effrontery (1995) - esszék
- Gut Symmetries (1997)
- The World and Other Places (1998) - novellák
- The Dreaming House (1998)
- The Powerbook (2000)
- The King of Capri (2003) - children's literature
- Lighthousekeeping (2004)
- Weight (2005)
- Tanglewreck (2006) - children's literature
- The Stone Gods (2007)
- The Battle of the Sun (2009)
- Ingenious (2009)
- The Lion, The Unicorn and Me: The Donkey's Christmas Story (2009)
- Why Be Happy When You Could Be Normal? (2011) - memoir
- The Daylight Gate (2012)
- The Gap of Time (2015)
- Christmas Days: 12 Stories and 12 Feasts for 12 Days (2016)[49]
- Eight Ghosts: The English Heritage Book of New Ghost Stories  (2017)
- Courage Calls to Courage Everywhere (2018)
- Frankissstein: A Love Story (2019)[50]
- 12 Bytes: How We Got Here. Where We Might Go Next (2021)[51][52][53]
- Night Side of the River: Ghost Stories (2023)[54][55]

### Magyarul
- Capri királya (Tanglewreck) – General Press, Budapest, 2005 · ISBN 9639598666 · fordította: Fedina Lídia · illusztrálta: Jane Ray(wd)
- Gubancrom (Tanglewreck) – General Press, Budapest, 2008 · ISBN 9789636430467 · fordította: Szabó Ágnes
- Teher (Weight) – Palatinus, Budapest, 2008 · ISBN 9789639651913 · fordította: Lengyel Tamás
- Miért lennél boldog, ha lehetsz normális? (Why Be Happy When You Could Be Normal?) – Park, Budapest, 2013 · ISBN 9789633550212 · fordította: Lukács Laura
- A szenvedély (The Passion) – Park, Budapest, 2015 · ISBN 9789633551738 · fordította: Lengyel Éva
- Az időszakadék (The Gap of Time) – Kossuth, Budapest, 2016 · ISBN 9789630986830 · fordította: Lukács Laura
- Nem a narancs az egyetlen gyümölcs (Oranges Are Not the Only Fruit) – Park, Budapest, 2025 · ISBN 9789636331290 · fordította: Merényi Ágnes

## Egyéb információk
- Honlapja
- Jeanette Winterson az Internet Movie Database oldalon (angolul)

## Fordítás
- Ez a szócikk részben vagy egészben  a   Jeanette Winterson című angol Wikipédia-szócikk fordításán alapul.  Az eredeti cikk szerkesztőit annak laptörténete sorolja fel. Ez a jelzés csupán a megfogalmazás eredetét és a szerzői jogokat jelzi, nem szolgál a cikkben szereplő információk forrásmegjelöléseként.